# Longitarsus bergeali
Longitarsus bergeali là một loài bọ cánh cứng trong họ Chrysomelidae. Loài này được Doguet & Gruev miêu tả khoa học năm 1988.